# 勒包
勒包（德語：Löbau，發音：[ˈløːbaʊ] ⓘ，發音：[ˈlubʲij] ⓘ）是德国萨克森州格尔利茨县的城市，曾是勒包县的县治，面积78.9平方千米，2023年12月31日人口为14,389人。